# Liste der Lieder von Jennifer Rostock
Dies ist eine Liste aller auf Tonträger veröffentlichten Lieder der deutschsprachigen Band Jennifer Rostock.
Die Liste ist alphabetisch sortiert und enthält Titel, Autoren, Tonträger und Erscheinungsjahr.

## Alben
Es sind alle Lieder von folgenden Jennifer Rostock-Alben aufgelistet:
| - 2008: Ins offene Messer - 2009: Der Film - 2011: Mit Haut und Haar - 2014: Schlaflos - 2014: Kaleidoskop EP - 2016: Genau in diesem Ton - 2017: Worst of Jennifer Rostock |

## 84 Lieder

### A
| # | Titel                          | Dauer | Autoren                         | Album                     | Jahr |
| - | ------------------------------ | ----- | ------------------------------- | ------------------------- | ---- |
| 1 | Abspann                        | 1:53  | Jennifer Weist, Johannes Walter | Der Film                  | 2011 |
| 2 | Alles Cool erschien als Single | 3:16  | Jennifer Rostock                | Worst of Jennifer Rostock | 2017 |

### B
| # | Titel        | Dauer | Autoren                                | Album               | Jahr |
| - | ------------ | ----- | -------------------------------------- | ------------------- | ---- |
| 1 | Baukräne     | 3:27  | Jennifer Weist, Johannes Walter        | Genau in diesem Ton | 2016 |
| 2 | Blut geleckt | 2:46  | Johannes Walter-Müller, Jennifer Weist | Ins offene Messer   | 2008 |

### D
| #  | Titel                                      | Dauer | Autoren                                | Album                     | Jahr |
| -- | ------------------------------------------ | ----- | -------------------------------------- | ------------------------- | ---- |
| 1  | Deiche erschien als Single                 | 3:47  | Jennifer Weist, Johannes Walter        | Genau in diesem Ton       | 2016 |
| 2  | Der blinde Passagier                       | 4:06  | Jennifer Rostock                       | Schlaflos                 | 2014 |
| 3  | Der Kapitän                                | 2:36  | Jennifer Weist, Johannes Walter        | Mit Haut und Haar         | 2011 |
| 4  | Der Gärtner                                | 3:17  | Jennifer Weist, Johannes Walter        | Der Film                  | 2009 |
| 5  | Der Horizont                               | 3:50  | Jennifer Weist, Johannes Walter        | Mit Haut und Haar         | 2011 |
| 6  | Diadem                                     | 2:19  | Johannes Walter-Müller, Jennifer Weist | Ins offene Messer         | 2008 |
| 7  | Die guten alten Zeiten erschien als Single | 3:21  | Jennifer Rostock                       | Worst of Jennifer Rostock | 2017 |
| 8  | Drahtseilakt                               | 3:26  | Johannes Walter-Müller, Jennifer Weist | Ins offene Messer         | 2008 |
| 9  | Dschungel                                  | 4:15  | Jennifer Rostock                       | Worst of Jennifer Rostock | 2017 |
| 10 | Du nimmst mir die Angst                    | 4:04  | Jennifer Rostock                       | Schlaflos                 | 2014 |
| 11 | Du willst mir an die Wäsche                | 3:30  | Jennifer Rostock                       | Der Film                  | 2009 |

### E
| # | Titel                       | Dauer | Autoren                         | Album               | Jahr |
| - | --------------------------- | ----- | ------------------------------- | ------------------- | ---- |
| 1 | Ebbe & Flut                 | 1:19  | Jennifer Weist, Johannes Walter | Genau in diesem Ton | 2016 |
| 2 | Echolot                     | 4:17  | Jennifer Rostock                | Schlaflos           | 2014 |
| 3 | Ein Schmerz und eine Kehle  | 4:07  | Jennifer Rostock                | Schlaflos           | 2014 |
| 4 | Es war nicht alles schlecht | 4:15  | Jennifer Weist, Johannes Walter | Mit Haut und Haar   | 2011 |

### F
| # | Titel                     | Dauer | Autoren                                           | Album                     | Jahr |
| - | ------------------------- | ----- | ------------------------------------------------- | ------------------------- | ---- |
| 1 | Feuer erschien als Single | 3:00  | Johannes Walter-Müller, Jennifer Weist            | Ins offene Messer         | 2008 |
| 2 | Flaschendrehen            | 3:19  | Pascal Reinhardt, Jennifer Weist, Johannes Walter | Worst of Jennifer Rostock | 2017 |
| 3 | Fuchsteufelswild          | 1:46  | Jennifer Weist, Johannes Walter                   | Mit Haut und Haar         | 2011 |

### G
| # | Titel                                | Dauer | Autoren                                | Album             | Jahr |
| - | ------------------------------------ | ----- | -------------------------------------- | ----------------- | ---- |
| 1 | Gedanken, die man besser nicht denkt | 3:42  | Johannes Walter-Müller, Jennifer Weist | Ins offene Messer | 2008 |

### H
| # | Titel                         | Dauer | Autoren                                                       | Album                     | Jahr |
| - | ----------------------------- | ----- | ------------------------------------------------------------- | ------------------------- | ---- |
| 1 | Haarspray erschien als Single | 3:38  | Jennifer Weist, Johannes Walter                               | Worst of Jennifer Rostock | 2017 |
| 2 | Hengstin erschien als Single  | 3:43  | Jennifer Weist, Johannes Walter, Alex Lys, Jen Bender, Riffsn | Genau in diesem Ton       | 2016 |
| 3 | Heul doch!                    | 4:28  | Jennifer Weist, Johannes Walter                               | Der Film                  | 2009 |
| 4 | Hier werd ich nicht alt       | 3:39  | Jennifer Weist, Johannes Walter                               | Mit Haut und Haar         | 2011 |
| 5 | Himalaya erschien als Single  | 3:34  | Johannes Walter-Müller, Jennifer Weist                        | Ins offene Messer         | 2008 |
| 6 | Hollywood                     | 2:43  | Jennifer Rostock                                              | Schlaflos                 | 2014 |

### I
| # | Titel                                   | Dauer | Autoren                                | Album               | Jahr |
| - | --------------------------------------- | ----- | -------------------------------------- | ------------------- | ---- |
| 1 | I Love You But I’ve Chosen Dispo        | 2:15  | Jennifer Weist, Johannes Walter        | Genau in diesem Ton | 2016 |
| 2 | Ich kann nicht mehr erschien als Single | 3:19  | Jennifer Weist, Johannes Walter        | Mit Haut und Haar   | 2011 |
| 3 | Ich will hier raus                      | 2:42  | Johannes Walter-Müller, Jennifer Weist | Ins offene Messer   | 2008 |
| 4 | In den Sturm                            | 2:59  | Jennifer Rostock                       | Schlaflos           | 2014 |
| 5 | Insekten im Eis                         | 3:49  | Jennifer Weist, Johannes Walter        | Mit Haut und Haar   | 2011 |
| 6 | Irgendwas ist immer erschien als Single | 1:58  | Jennifer Weist, Johannes Walter        | Genau in diesem Ton | 2016 |
| 7 | Irgendwo anders erschien als Single     | 3:42  | Jennifer Weist, Johannes Walter        | Der Film            | 2009 |

### J
| # | Titel          | Dauer | Autoren                                        | Album               | Jahr |
| - | -------------- | ----- | ---------------------------------------------- | ------------------- | ---- |
| 1 | Jenga          | 5:28  | Jennifer Weist, Johannes Walter, Elmar Weyland | Genau in diesem Ton | 2016 |
| 2 | Jung und schön | 2:46  | Jennifer Weist, Johannes Walter                | Der Film            | 2009 |

### K
| # | Titel                                                                           | Dauer | Autoren                                | Album                     | Jahr |
| - | ------------------------------------------------------------------------------- | ----- | -------------------------------------- | ------------------------- | ---- |
| 1 | K.B.A.G. (feat. Madsen, MC Fitti, Grossstadtgeflüster & Feine Sahne Fischfilet) | 3:01  | Jennifer Rostock                       | Schlaflos                 | 2014 |
| 2 | Kaleidoskop                                                                     | 3:32  | Jennifer Rostock                       | Kaleidoskop EP            | 2014 |
| 3 | Kein Sommer                                                                     | 2:48  | Jennifer Rostock                       | Kaleidoskop EP            | 2014 |
| 4 | Keine Macht den Profis (feat. Grossstadtgeflüster)                              | 3:21  | Jennifer Rostock, Grossstadtgeflüster  | Worst of Jennifer Rostock | 2017 |
| 5 | Kind von dir                                                                    | 3:19  | Johannes Walter-Müller, Jennifer Weist | Ins offene Messer         | 2008 |
| 6 | Kopf oder Zahl erschien als Single                                              | 2:21  | Johannes Walter-Müller, Jennifer Weist | Ins offene Messer         | 2008 |

### L
| # | Titel                    | Dauer | Autoren                         | Album                     | Jahr |
| - | ------------------------ | ----- | ------------------------------- | ------------------------- | ---- |
| 1 | Leben auf Zeit           | 3:09  | Jennifer Weist, Johannes Walter | Der Film                  | 2009 |
| 2 | Leuchtturm               | 3:34  | Jennifer Weist, Johannes Walter | Genau in diesem Ton       | 2016 |
| 3 | Liebe Bild               | 1:44  | Jennifer Weist, Johannes Walter | Worst of Jennifer Rostock | 2017 |
| 4 | Lügen haben schöne Beine | 2:41  | Jennifer Weist, Johannes Walter | Mit Haut und Haar         | 2011 |

### M
| # | Titel                             | Dauer | Autoren                                | Album             | Jahr |
| - | --------------------------------- | ----- | -------------------------------------- | ----------------- | ---- |
| 1 | Mach dich aus dem Staub           | 3:24  | Jennifer Weist, Johannes Walter        | Mit Haut und Haar | 2011 |
| 2 | Mach mich nicht verliebt          | 3:04  | Jennifer Weist, Johannes Walter        | Der Film          | 2009 |
| 3 | Meine bessere Hälfte              | 3:09  | Jennifer Weist, Johannes Walter        | Mit Haut und Haar | 2011 |
| 4 | Mein Parfum                       | 3:41  | Johannes Walter-Müller, Jennifer Weist | Ins offene Messer | 2008 |
| 5 | Mein Mikrofon erschien als Single | 3:07  | Jennifer Weist, Johannes Walter        | Mit Haut und Haar | 2011 |
| 6 | Mona Lisa                         | 2:31  | Johannes Walter-Müller, Jennifer Weist | Ins offene Messer | 2008 |

### N
| # | Titel                              | Dauer | Autoren                                | Album                     | Jahr |
| - | ---------------------------------- | ----- | -------------------------------------- | ------------------------- | ---- |
| 1 | Neider machen Leute                | 3:21  | Jennifer Weist, Johannes Walter        | Genau in diesem Ton       | 2016 |
| 2 | Neider machen Leute (2017 Version) | 2:27  | Jennifer Rostock                       | Worst of Jennifer Rostock | 2017 |
| 3 | Nenn mich nicht Jenny              | 3:55  | Jennifer Weist, Johannes Walter        | Der Film                  | 2009 |
| 4 | Nichts tät ich lieber              | 2:33  | Johannes Walter-Müller, Jennifer Weist | Ins offene Messer         | 2008 |

### O
| # | Titel     | Dauer | Autoren                         | Album    | Jahr |
| - | --------- | ----- | ------------------------------- | -------- | ---- |
| 1 | Oh Cowboy | 2:05  | Jennifer Weist, Johannes Walter | Der Film | 2009 |

### P
| # | Titel                           | Dauer | Autoren                         | Album                     | Jahr |
| - | ------------------------------- | ----- | ------------------------------- | ------------------------- | ---- |
| 1 | Paris                           | 3:09  | Jennifer Weist, Johannes Walter | Der Film                  | 2009 |
| 2 | Phantombild erschien als Single | 2:47  | Jennifer Rostock                | Schlaflos                 | 2014 |
| 3 | Polarmeer                       | 3:59  | Jennifer Rostock                | Worst of Jennifer Rostock | 2017 |

### S
| # | Titel                  | Dauer | Autoren                         | Album                     | Jahr |
| - | ---------------------- | ----- | ------------------------------- | ------------------------- | ---- |
| 1 | Schlaflos              | 6:17  | Jennifer Rostock                | Schlaflos                 | 2014 |
| 2 | Schlaflos Pt. 2        | 3:16  | Jennifer Weist, Johannes Walter | Kaleidoskop EP            | 2014 |
| 3 | Schlaflos, Pt. 3       | 3:55  | Jennifer Weist, Johannes Walter | Worst of Jennifer Rostock | 2017 |
| 4 | Schlag Alarm           | 2:53  | Jennifer Rostock                | Kaleidoskop EP            | 2014 |
| 5 | Schmutzig! Schmutzig!  | 2:14  | Jennifer Weist, Johannes Walter | Der Film                  | 2009 |
| 6 | Schockverliebt         | 2:49  | Jennifer Rostock                | Worst of Jennifer Rostock | 2017 |
| 7 | Silikon gegen Sexismus | 3:08  | Jennifer Weist, Johannes Walter | Genau in diesem Ton       | 2016 |

### T
| # | Titel                | Dauer | Autoren                                | Album             | Jahr |
| - | -------------------- | ----- | -------------------------------------- | ----------------- | ---- |
| 1 | Tauben aus Porzellan | 4:59  | Jennifer Rostock                       | Schlaflos         | 2014 |
| 2 | Tier in dir          | 3:40  | Johannes Walter-Müller, Jennifer Weist | Ins offene Messer | 2008 |

### U
| # | Titel                                    | Dauer | Autoren                         | Album               | Jahr |
| - | ---------------------------------------- | ----- | ------------------------------- | ------------------- | ---- |
| 1 | Uns gehört die Nacht erschien als Single | 2:59  | Jennifer Weist, Johannes Walter | Genau in diesem Ton | 2016 |

### V
| # | Titel    | Dauer | Autoren                         | Album    | Jahr |
| - | -------- | ----- | ------------------------------- | -------- | ---- |
| 1 | Vorspann | 2:00  | Jennifer Weist, Johannes Walter | Der Film | 2009 |

### W
| #  | Titel                                              | Dauer | Autoren                                | Album                     | Jahr |
| -- | -------------------------------------------------- | ----- | -------------------------------------- | ------------------------- | ---- |
| 1  | Wähl die AfD                                       | 2:18  | Jennifer Weist, Johannes Walter        | Worst of Jennifer Rostock | 2017 |
| 2  | Wasser bis zum Hals                                | 2:53  | Jennifer Weist, Johannes Walter        | Mit Haut und Haar         | 2011 |
| 3  | Weltbilder                                         | 2:29  | Jennifer Weist, Johannes Walter        | Worst of Jennifer Rostock | 2017 |
| 4  | Wenn der Wodka zweimal klingelt                    | 2:08  | Jennifer Rostock                       | Schlaflos                 | 2014 |
| 5  | Wenn ich dein Gesicht seh, denk ich an meine Faust | 0:57  | Jennifer Rostock                       | Worst of Jennifer Rostock | 2017 |
| 6  | Wer hätte das gedacht                              | 1:32  | Johannes Walter-Müller, Jennifer Weist | Ins offene Messer         | 2008 |
| 7  | Wieder geht's von vorne los                        | 2:41  | Jennifer Weist, Johannes Walter        | Der Film                  | 2009 |
| 8  | Wir sind alle nicht von hier                       | 3:26  | Jennifer Weist, Johannes Walter        | Genau in diesem Ton       | 2016 |
| 9  | Wir waren hier erschien als Single                 | 3:58  | Jennifer Weist, Johannes Walter        | Genau in diesem Ton       | 2016 |
| 10 | Wo willst du hin?                                  | 3:59  | Jennifer Weist, Johannes Walter        | Der Film                  | 2009 |

### Z
| # | Titel                    | Dauer | Autoren                         | Album             | Jahr |
| - | ------------------------ | ----- | ------------------------------- | ----------------- | ---- |
| 1 | Zeitspiel                | 2:55  | Jennifer Rostock                | Schlaflos         | 2014 |
| 2 | Zwischen Laken und Lügen | 3:54  | Jennifer Weist, Johannes Walter | Mit Haut und Haar | 2011 |